# (461) Saskia
Pour les articles homonymes, voir Saskia.
(461) Saskia est un astéroïde de la ceinture principale découvert par Max Wolf le 22 octobre 1900.
L’astéroïde est nommé d’après Saskia van Uylenburgh, la femme de Rembrandt.